# Crouy-Saint-Pierre

Crouy-Saint-Pierre este o comună în departamentul Somme, Franța. În 1 ianuarie 2022 avea o populație de 373 de locuitori.